# Élections sénatoriales ivoiriennes de 2018
Les premières élections sénatoriales ivoiriennes ont lieu en Côte d'Ivoire le 24 mars 2018. Deux tiers des 99 membres du Sénat ivoirien sont ainsi élus au scrutin indirect par un collège électoral d'élus locaux et nationaux, tandis que le tier restant est nommé par le président Alassane Ouattara.

## Système électoral
Le Sénat est la chambre haute du parlement bicaméral ivoirien. Il est composé de 99 sénateurs renouvelés intégralement tous les cinq ans. Chacune des 33 régions de Côte d'Ivoire est représentée par trois sénateurs dont deux élus pour cinq ans au scrutin majoritaire binominal à un tour par les membres des conseils municipaux, régionaux et de districts ainsi que par les membres de l'Assemblée nationale, soit 66 sénateurs élus, auxquels s'ajoute pour chaque région un sénateur nommé par le président, pour un total de 99 membres,.
Au total, 7 010 grands électeurs sont appelés à voter pour désigner 66 des 99 sénateurs.

## Résultats
|                        |                                                                       |       |       |        |  |  |  |  |  |  |  |  |  |  |
| Partis                 | Partis                                                                | Votes | %     | Sièges |  |  |  |  |  |  |  |  |  |  |
|                        | Rassemblement des houphouëtistes pour la démocratie et la paix (RHDP) | 4 663 | 78,30 | 50     |  |  |  |  |  |  |  |  |  |  |
|                        | Indépendants                                                          | 1 292 | 21,70 | 16     |  |  |  |  |  |  |  |  |  |  |
|                        | Sénateurs nommés                                                      |       |       | 33     |  |  |  |  |  |  |  |  |  |  |
|                        |                                                                       |       |       |        |  |  |  |  |  |  |  |  |  |  |
| Votes valides          | Votes valides                                                         | 5 955 | 96,99 |        |  |  |  |  |  |  |  |  |  |  |
| Votes blancs et nuls   | Votes blancs et nuls                                                  | 215   | 3,01  |        |  |  |  |  |  |  |  |  |  |  |
| Total                  | Total                                                                 | 6 140 | 100   | 99     |  |  |  |  |  |  |  |  |  |  |
| Abstention             | Abstention                                                            | 870   | 12,41 |        |  |  |  |  |  |  |  |  |  |  |
| Inscrits/participation | Inscrits/participation                                                | 7 010 | 87,59 |        |  |  |  |  |  |  |  |  |  |  |

## Suites
L'opposition boycotte le scrutin,, largement remporté par le Rassemblement des houphouëtistes pour la démocratie et la paix (RHDP) au pouvoir, qui remporte 50 des 66 sièges en jeu. Les 33 sénateurs restants sont nommés par le président Alassane Ouattara le 3 avril 2019,. L'ancien Premier ministre Jeannot Ahoussou-Kouadio est entretemps élu à la présidence du Sénat le 5 avril 2018.
Lors de la révision constitutionnelle de 2020, les députés sont retirés à leur demande du collège électoral procédant aux élections sénatoriales, leur participation étant perçue comme instaurant un lien de subordination entre les deux chambres.